# Zinkensdamm (metrostation)
Zinkensdamm is een station van de Stockholmse metro, gelegen in het stadsdeel Södermalm. Het station ligt aan de rode lijn en is geopend in 5 april 1964. De muren zijn lichtgrijs en bekleed met bordeaux aardewerk. Op een normale dag stappen 6000 reizigers hier op de metro. De perrons liggen ongeveer 19 meter onder de grond. Het station ligt tussen de stations Hornstull en Mariatorget. Stockholm Centraal Station ligt 2,5 km verwijderd van dit station. In de buurt van station ligt het park Tantolunden, het gebied Drakenberg en de STF Zinken hostel.

## Foto's

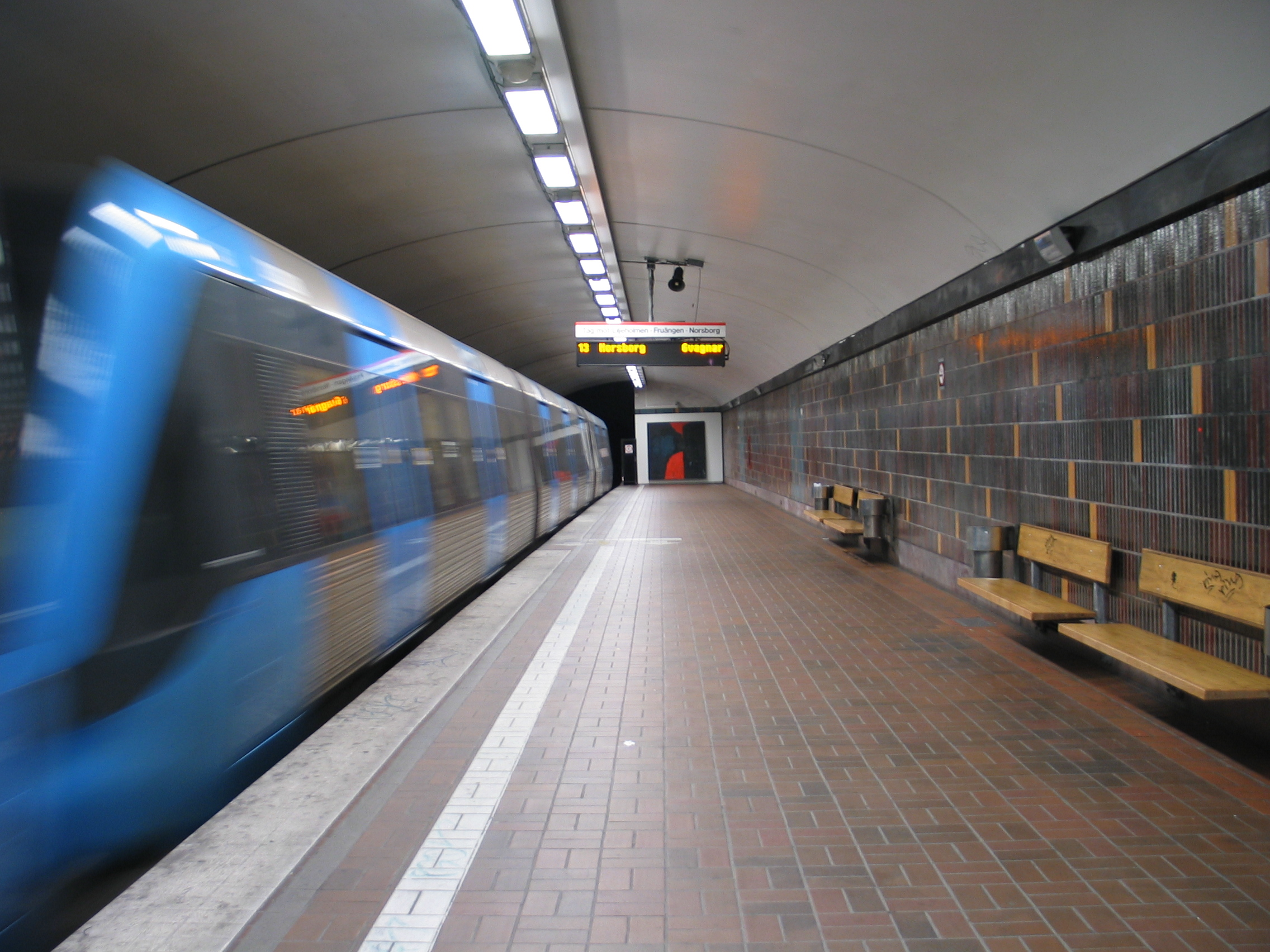
Platform
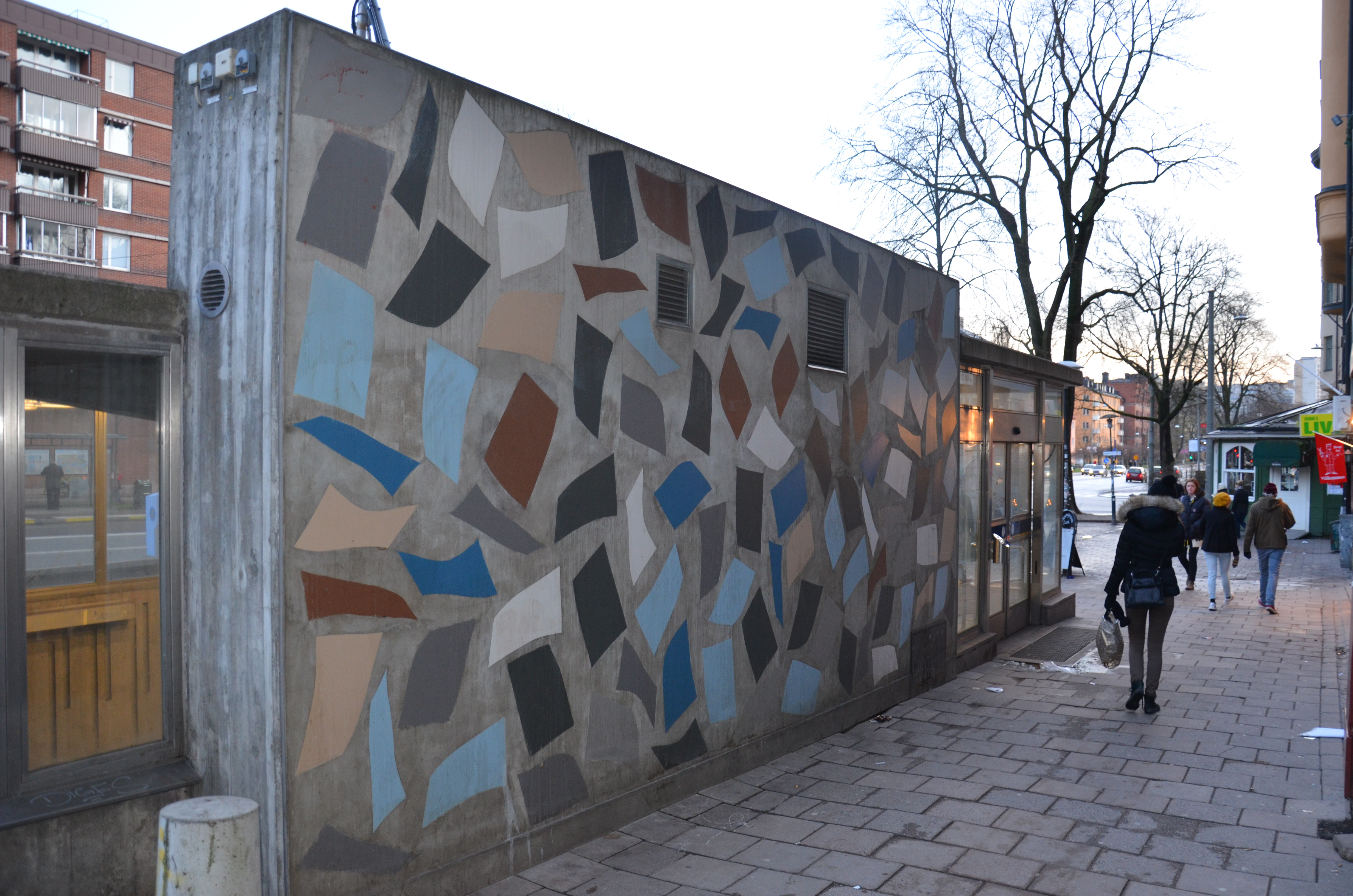
Kunstwerk van John Stenborg